# Протасов, Алексей Адрианович
Протасов, Алексей Адрианович, генерал-майор, деятель Отечественной войны; происходил из старинного дворянского рода, род. 12-го сентября 1780 г. в имении отца своего, надв. сов. Адр. Павл. Протасова, — селе Желчине, Рязанского уезда, ум. 18-го декабря 1833 г. в Москве, похоронен на кладбище Данилова монастыря. Определенный, в 1795 г., унтер-офицером в лейб-гвардии Конный полк, Протасов 14-го марта 1801 г. получил чин корнета. Первое сражение, в котором Протасов принимал участие, было сражение Аустерлицкое, за которое он получил орден св. Анны 4-й степ. на шпагу. 
В 1807 г., когда гвардия выступила в новый поход — в Пруссию, Протасов, находясь в резерве с 1-ю отдельною дивизией под командою Цесаревича Константина Павловича, 24-го и 25-го мая находился в преследовании французских войск от Гутштата до p. Пасарги и потом в сражениях под Гейльсбергом и Фридландом (где был ранен картечью в левую руку). За эти дела Протасов получил орден св. Владимира 4-й ст. с бантом, по возвращении в Россию произведен (28-го нояб. 1808 г.) в полковники, а 11-го марта 1812 г. переведен из Конного полка командиром запасных эскадронов полков 1-й кирасирской дивизии, которые составили Сводный Кирасирский полк, вверенный Протасову и назначенный в состав 2-й кавалерийской дивизии. После вторжения Наполеона в Россию, Протасов со своим полком находился в отряде князя Репнина-Волконского; 20-го июня Протасову приказано было выступить в Друю, занять высоты и наблюдать за неприятелем. Прибыв туда 24-го числа, Протасов 7-го июля получил приказание присоединиться к корпусу Витгенштейна (у селения Балина), и с этого времени участвовал почти во всех делах с неприятелем, особенно отличившись при Свальне, Волынцах и Полоцке.
11-го августа Протасов с своим полком и двумя батальонами Сводного Егерского полка прикрывал движение корпуса графа Витгенштейна к местечку Волынцам. В сражении при Полоцке 6-го августа Протасов совершил замечательный подвиг. Когда наш центр, подавляемый более многочисленным неприятелем, начал отступать к Присменнице, французы решились на последние усилия. Выставив против нашего центра 15 батарейных орудий, они двинули в правый наш фланг большую часть своей конницы, поддерживая ее несколькими пехотными колоннами. П. приказано было предупредить атаку. Ничто не могло воспротивиться стремительному натиску нашей отборной, образцовой конницы. Эскадроны Кавалергардского и Конногвардейского полков оказали здесь чудеса храбрости, опрокинули французских конных егерей, и смяли несколько пехотных колонн в то время, когда эскадроны обоих Лейб-Кирасирских полков и эскадрон Гродненских гусар опрокинули остаток неприятельской кавалерии, преследовали ее до самого Полоцка и отбили громившие наш центр 15 орудий. До 400 рядовых и несколько офицеров взято было в плен, неприятельская линия совершенно разорвана, сражение решено в нашу пользу, и граф Витгенштейн спокойно отошел к Ропне. Распоряжаясь атаками своего полка, Протасов подвергался всевозможным опасностям, причем во второй атаке лошадь Протасова была убита под ним и, падая, придавила ему ногу. Подвиг Протасова был достойно вознагражден: по окончании сражения граф Витгенштейн послал его с донесением к Императору Александру; Государь долго беседовал с П., расспрашивал его о сражении и о состоянии корпуса и пожаловал ему орд. св. Георгия 4-й ст. и пожизненную пенсию в 1500 рублей. Затем, 6-го октября, при открытии наступательных действий графа Витгенштейна, Протасов со своим полком находился в резерве боевого корпуса генерал-майора Берга.
Граф Витгенштейн начал свои действия ложным нападением на Полоцк. Во время упорного боя, завязавшегося по всей линии, неприятельские латники бросились во фланг русских стрелков, находившихся в центре. Протасов с полком своим опрокинул атаковавших, разбил их совершенно и преследовал остатки до городских укреплений. Поставленный после этого на левом фланге 1-й линии со Сводным Кавалерийским полком в резерве, Протасов быстро атаковал неприятельскую кавалерию, врубился в нее и обратил в бегство. Преследуя ее до укреплений, он встречен был сильным картечным и ружейным огнем. На другой день Протасов находился на приступе Полоцка и за участие свое в делах 6-го и 7-го окт. был награжден орденом св. Владимира 3-й ст. По взятии Полоцка Протасов расположился на бивуаках позади города и, по наведении мостов через Двину, преследовал неприятеля до Чашников. По соединении корпуса графа Витгенштейна с Финляндским корпусом графа Штейнгеля, Протасов был в сражении при Чашниках (19-го октября). Тут, находясь с полком в центре 1-й линии, он атаковал неприятельских стрелков и, несмотря на сильную канонаду, успел большую часть их истребить. После полудня, по приказанию главнокомандующего, Протасов перешел с бригадою на левый фланг 1-й линии, к речке Уле, которую намеревалась перейти неприятельская кавалерия, но, заметив наши войска, осталась за рекою, продолжая отстреливаться из орудий, поставленных у фольварка. В сражении 25-го октября при Лукомле, командуя отдельным отрядом, Протасов послан был в Лукомль с приказанием вытеснить находившийся там сильный отряд неприятельской конницы. Приказание было выполнено с успехом.
В ночь на 26-е Протасов остановился в 5-ти верстах от Лукомля. Узнав, что позади местечка, по дороге к Черее, находится неприятельская пехота с артиллерией, а в самом местечке — три кавалерийские полка с трех-эскадронным авангардом, расположенным бивуаком в версте от города, он послал на рассвете сотни казаков и два эскадрона. Неприятельская кавалерия была им опрокинута, вытеснена из местечка и преследована за реку Лукомлю до самой пехоты, успевшей построиться. Вскоре после этого пришло к французам подкрепление, и они готовились атаковать Протасова. Искусно избежав неравного боя, Протасов отступил и без потери людей успел занять выгодную позицию, где продержался до прибытия подкрепления. Награжденный за последние действия орденом св. Анны с алмазными украшениями, Протасов 1-го ноября был командирован для наблюдения за неприятелем по берегу реки Улы и здесь, произведя нападение на неприятеля, отбил у него обоз и взял в плен значительное число людей. В ноябре месяце, за отсутствием начальника дивизии князя Репнина-Волконского, Протасов вступил в командование 9-ю кавалерийскою дивизией и был с нею в сражении при Старом Борисове (15-го ноября), а на следующий день находился в сражении при Студянке. Ему было приказано атаковать неприятельский центр, занимавший сильную позицию. Протасов пошел в атаку, которая, несмотря на убийственный картечный и ружейный огонь, произведена была столь стремительно, что прорванный в центре неприятель в совершенном расстройстве бросился к переправе; при этом было взято нами множество пленных с артиллериею и обозом.
После перехода Витгенштейна через Березину, во время преследования корпуса Макдональда, Протасов находился в авангарде. Командуя отдельным отрядом, он прикрывал правый фланг Витгенштейна, рассылал партии по разным направлениям, и с 19-го ноября по 5-е декабря взял до 3000 пленных; так же удачны были действия Протасова при мызе Гоцишках, где ему удалось взять 11 офицеров и 400 солдат, и в других делах. 23-го декабря, по изгнании неприятеля из России, Протасов был отправлен с своим полком в главную армию Кутузова. 1-го февраля 1813 г. в Плоцке полк Протасова осматривал Император Александр и благодарил Протасова за усердную службу и сохранение людей и лошадей. Вслед за сим полк был распущен, и Протасов с запасным эскадроном присоединился к лейб-гвардии Конному полку, расположенному в Гомбине, где была главная квартира Цесаревича. Командир полка генерал Арсеньев командовал бригадою, а потому начальство над полком вверено было П., как старшему в полку штаб-офицеру. Под Дрезденом, 15-го августа, и 17-го — под Кульмом, Протасов оказал новые подвиги личной храбрости, за которые 15-го сентября был произведен в генерал-майоры, а 28-го назначен командиром Малороссийского кирасирского полка, с которым он был в сражении под Лейпцигом (4-го октября), где проявил редкое мужество, двумя своими эскадронами остановив неприятеля. Посланный с тремя эскадронами на правый фланг первой линии, находившейся под командою графа Витгенштейна, для прикрытия артиллерии, Протасов атаковал несколько неприятельских эскадронов, опрокинул их и преследовал, после чего разбил колонну французов и выдержал несколько неприятельских атак; но, раненный пулею в правый бок при седьмой атаке, он принужден был оставить поле сражения. За блистательное участие в Лейпцигской битве Протасов был награжден золотою шпагою с алмазами и надписью «за храбрость» и пожалован кавалером Прусского ордена Красного Орла 2-й степени.
Выздоровев от раны, Протасов 7-го марта 1814 г. прибыл во Францию, к своему полку, и на другой же день участвовал в сражении при Арсис-сюр-Об и 18-го марта — под Парижем, после вступления в который союзных войск был отправлен в авангард, но вскоре заболел и принужден был возвратиться в Париж. По прекращении военных действий он уволен был в отпуск в Россию. Затем, когда Высочайшим приказом 1-го сент. 1814 г. было приказано генералам, командовавшим полками, сдать их старшим по себе, Протасов был назначен состоять при начальнике 3-й кирасирской дивизии, но болезнь его, вследствие раны, не позволила ему продолжать службу в кавалерии, и он был назначен (15-го янв. 1816 г.) во Внутреннюю стражу, а 7-го марта 1817 г. и вовсе уволен, за ранами, от службы. Вышед в отставку, Протасов жил в своей деревне и в Москве, где и умер.